# Iacob I al Scoției
Iacob I (n. 25 iulie 1394, Dunfermline Palace⁠(d), Scoția, Regatul Unit – d. 21 februarie 1437, Blackfriars, Perth⁠(d), Scoția, Regatul Unit) a fost rege al scoțienilor din 1406, deși a preluat puterea abia în 1424. După uciderea fratelui său mai mare de către unchiul lor, ducele de Albany, Iacob a fost trimis la adăpost în Franța.În timpul călătoriei, nava pe care se afla s-a scufundat, iar el a fost capturat de englezi. Tatăl său, bolnav, Robert al III-lea (1337–1406), a murit la auzul veștii. Iacob, succesor la tronul Scoției, a fost ținut în Anglia din 1406 până când s-a ajuns la o înțelegere în legătură cu plata sumei de 33 000 de lire, ca preț al răscumpărării și eliberării lui. În timpul detenției a primit o educație aleasă, fiind prezent la curtea lui Henric al IV-lea și Henric al V-lea. Între timp Scoția a fost guvernată de ducele de Albany, urmat de fiul său Murdoch, a cărui domnie a fost marcată de nereguli. După ce a preluat puterea în Scoția în 1424, domnia lui Iacob a fost fermă și adesea pe cât de brutală, pe atât de eficientă. Politica sa de reducere a puterii nobilimii și de sporire a rolului parlamentului, la care s-a adăugat o creștere a impozitelor pentru a-și putea plăti răscumpărarea, a atras nemulțumiri. În februarie 1437 a fost asasinat la Perth de un grup de disidenți. Iacob a fost un rege cultivat și un patron al artelor. În 1423 a scris o colecție de poezii, Kingis Quair („Cartea Regelui”).